# Jan Smit
Johannes Hendricus Maria „Jan“ Smit (Volendam, Észak-Holland, 1985. december 31. –) holland televíziós műsorvezető, énekes  és színész. 

## Élete és pályafutása
2004-ig Jantje Smit név alatt énekelt.
2015-ben a német Florian Silbereisennel és a belga Christoff De Bolleval alapította a KLUBBB3 együttest. 2017 februárjában a De Toppers együttes tagja lett.
A 2021-es Eurovíziós Dalfesztivál egyik műsorvezetője volt Rotterdamban.

## Diszkográfia

### Albumok
- 1997 - Ik zing dit lied voor jou alleen
- 1997 - Kerstmis met Jantje Smit
- 1998 - Het land van mijn dromen
- 1999 - Jantje Smit
- 2000 - 2000
- 2001 - Zing en lach
- 2002 - Zonder jou
- 2003 - Op eigen benen
- 2005 - Jansmit.com
- 2006 - Op weg naar geluk
- 2008 - Stilte in de storm
- 2010 - Leef
- 2012 - Vrienden
- 2013 - Ich bin da
- 2013 - Unplugged: De Rockfield Sessies
- 2014 - Jij & ik
- 2015 - Kerst voor iedereen
- 2016 – 20
- 2016 - Vorsicht unzensiert! ( KLUBBB3-mal)
- 2017 - Jetzt geht's richtig los! ( KLUBBB3-mal)
- 2018 - Wir werden immer mehr! ( KLUBBB3-mal)
- 2018 - Met andere woorden

### Live-Albumok
- 2009 - Live '09: Jan Smit komt naar je toe Tour 08/09
- 2013 - Live in Ahoy: Jubileumconcert 2012

### Gyűjtemények
- 2011 - 15 jaar hits
- 2015 - Recht uit m'n hart - ballades
- 2017 - 20 jaar hits

## Filmjei
- 2012: Der Blitzangriff – Rotterdam 1940
- 2017: Álomhajó: Tansania

## Fordítás
- Ez a szócikk részben vagy egészben  a   Jan Smit című német Wikipédia-szócikk fordításán alapul.  Az eredeti cikk szerkesztőit annak laptörténete sorolja fel. Ez a jelzés csupán a megfogalmazás eredetét és a szerzői jogokat jelzi, nem szolgál a cikkben szereplő információk forrásmegjelöléseként.